# نقار خشب أسود برتقالي
نقار خشب أسود برتقالي (الاسم العلمي: Meiglyptes jugularis) هو نوع من فصيلة نقار الخشب.